# Rudolf Ploch
Rudolf Ploch (* 8. März 1924) ist ein ehemaliger deutscher Fußballspieler. Für Einheit/Fortschritt Meerane spielte er von 1949 bis 1952 in der DDR-Oberliga, der höchsten Spielklasse im DDR-Fußball.

## Sportliche Laufbahn
Die Sportgemeinschaft (SG) Einheit Meerane erreichte 1949 nach 1948 zum zweiten Mal das Halbfinale der Fußball-Ostzonenmeisterschaft. Zum Aufgebot der Meeraner Mannschaft gehörte auch der 25-jährige Mittelfeldspieler Rudolf Ploch. Mit der Teilnahme an der Ostzonenmeisterschaft hatte sich die SG Einheit gleichzeitig für die erste Saison der neu gegründeten Fußball-Ostzonenliga, die später als DDR-Oberliga ausgetragen wurde, qualifiziert. Meerane startete in die Saison 1949/50 als Betriebssportgemeinschaft (BSG) Einheit. Ploch wurde vom ersten Punktspieltag an eingesetzt, wobei er wahlweise als Verteidiger oder Mittelfeldspieler aufgeboten wurde. Am Saisonende hatte er 22 Zonenligaspiele absolviert. In den 1950/51 ausgetragenen 36 Spielen der nun DDR-Oberliga benannten obersten Spielklasse spielte Ploch überwiegend in der Abwehr und schoss in der Begegnung des drittletzten Saisonspiels Fortschritt Meerane – SC Lichtenberg 47 beim 5:1-Sieg mit dem 1:0 sein erstes Oberligator. Im Laufe der Saison war die BSG in Fortschritt Meerane umbenannt worden. In der Spielzeit 1951/52 fehlte Ploch zunächst in den ersten elf Oberligaspielen. Danach wurde er in den folgenden elf Punktspielen im Mittelfeld eingesetzt, in denen er wieder ein Tor erzielte, erschien aber in den folgenden 14 Spielen nicht mehr in den Aufstellungen der BSG Fortschritt. Am Saisonende musste die BSG in die zweitklassigen DDR-Liga absteigen. Rudolf Ploch schied endgültig aus dem Kader von Fortschritt Meerane aus. In den drei Spielzeiten seiner Zugehörigkeit zur Meeraner Mannschaft war er auf 64 Ostzonen-/Oberligaspiele gekommen und hatte zwei Tore erzielt. Im höheren Ligenbereich tauchte er auch später nicht mehr auf.